# Hypnum lorentzianum
Hypnum lorentzianum là một loài Rêu trong họ Hypnaceae. Loài này được Molendo ex Lorentz mô tả khoa học đầu tiên năm 1864.